# Tanystylum birkelandi
Tanystylum birkelandi är en havsspindelart som beskrevs av Child, C.A. 1979. Tanystylum birkelandi ingår i släktet Tanystylum och familjen Ammotheidae. Inga underarter finns listade i Catalogue of Life.